# Aphractus
Aphractus is een geslacht van rechtvleugeligen uit de familie sabelsprinkhanen (Tettigoniidae). De wetenschappelijke naam van dit geslacht is voor het eerst geldig gepubliceerd in 1895 door Redtenbacher.

## Soorten
Het geslacht Aphractus  is monotypisch en omvat slechts de volgende soort:
- Aphractus acuminatus (Brunner von Wattenwyl, 1895)